# 生きててごめんなさい
『生きててごめんなさい』（いきててごめんなさい）は、2023年2月3日に公開された日本映画。監督は山口健人、企画・プロデュースは藤井道人、主演は黒羽麻璃央。
小説家になる夢を抱きながら出版社で働く男性と同棲相手の女性を主軸に、現代の日本の若者たちが抱える「病み」や生きづらさが描かれる。

## キャスト
園田修一
演 - 黒羽麻璃央
出版社の編集部勤務。小説家になるという夢を諦めかけている。
清川莉奈
演 - 穂志もえか
修一と同棲中。何をやっても上手くいかず、家で一人で過ごすことが多い。
相澤今日子
演 - 松井玲奈
修一の高校の先輩。大手出版社の編集者。修一に新人賞へのエントリーを勧める。
西川洋一
演 - 安井順平
売れっ子コメンテーター。修一が担当する。
修一の同僚
演 - 冨手麻妙
神宮寺葵
演 - 飯島寛騎
莉奈のバイト先のカップルの男性。
葵の彼女
演 - 八木アリサ
その他（役名不詳）
演 - 安藤聖、 春海四方、山崎潤、長村航希

## スタッフ
- 監督 - 山口健人
- 脚本 - 山口健人、山科亜於良[4]
- 企画・プロデュース - 藤井道人
- 製作 - 人見剛史、才津博明、中條喜一郎、小林良二、丹羽さつき、高麗大助、宮田芳史、藍沢亮、佐藤公彦
- エグゼクティブプロデューサー - 鈴木祐介[4]
- プロデューサー - 河野博明、雨無麻友子[4]
- 音楽 - 岩本裕司[5]
- 撮影 - 石塚将巳[4]
- 照明 - 水瀬貴寛[4]
- 録音 - 岡本立洋[4]
- 美術監督 - 相馬直樹[4]
- 美術 - 中島明日香[4]
- 小道具 - 福田弥生[4]
- 衣装 - 中島エリカ
- ヘアメイク - 谷口里奈
- カラリスト - 今西正樹
- カラリストアシスタント - 田中諭
- スタジオエンジニア - 高木陽平、越智美香
- 音楽レコーディング&ミックス - 伊藤隆文
- VFX - 大見康裕
- 助監督 - 渡邉裕也[4]
- キャスティングプロデューサー - 高柳亮博[4]
- 宣伝 - 登山里紗
- 配給 - 渋谷プロダクション[4]
- 制作プロダクション - スタジオねこ[4]
- 製作 -「イキゴメ」製作委員会（ライツキューブ、TRUSTAR、アイビス・キャピタル・パートナーズ、渋谷プロダクション、サミットソサエティー、クリスマスホーリー、スターリーキューブ、東洋レコーディング、クロコダイル）